# Курилья-кон-Монтевьяско
Курилья-кон-Монтевьяско (итал. Curiglia con Monteviasco) — коммуна в Италии, находится в провинции Варесе области Ломбардия.
Население составляет 201 человек (2008), плотность населения составляет 18 чел./км². Занимает площадь 11 км². Почтовый индекс — 21010. Телефонный код — 0332.
В коммуне имеется санктуарий с иконой Божией Матери Млекопитательницы.

## Демография
Динамика населения:

## Администрация коммуны
- Официальный сайт: